# Saint John (rivier)
De Saint John is een rivier met een lengte van ongeveer 673 km gelegen in de Canadese provincie New Brunswick en de Amerikaanse staat Maine. De rivier vormt op twee stroken in zijn loop de staatsgrens. De rivier mondt ten slotte uit in de Fundybaai.
Een zijrivier van de Saint John is de Tobique.
- National Archives and Records Administration: 10038713
- Virtual International Authority File: 138326400
- WorldCat: E39PBJgRMywjxv9xTwmyRmh8md